# Чемпіонат Англії з футболу 1999—2000: Прем'єр-ліга
Англійська прем'єр-ліга 1999–2000 (англ. FA Premier League) — восьмий сезон англійської Прем'єр-ліги, заснованої 1992 року. «Манчестер Юнайтед» захистив чемпіонський титул попереднього сезону, здобувши шосту перемогу у Прем'єр-лізі та загалом 13-е у своїй історії звання чемпіонів Англії. По ходу сезону майбутні чемпіони програли лише три матчі та відірвалися від найближчих переслідувачів, лондонського «Арсеналу», на 18 турнірних очок. Попри домінування у внутрішній першості, «Манчестер Юнайтед», які на початку сезону також мали статус діючих клубних чемпіонів Європи, не змогли захистити це звання, поступившись у чвертьфіналі тогорічної Ліги чемпіонів мадридському «Реалу» (2:3).
Серед команд, які перед початком сезону поповнили лави учасників Прем'єр-ліги, лише «Вотфорд» не зміг зберегти за собою права продовжувати змагатися в елітному англійському дивізіоні. Ця команда, попри досить впевнений дебют сезону, здобула за його результатами лише 24 очки (на той момент новий антирекорд Ліги) і посіла останній рядок турнірної таблиці. Інші два «новачки» сезону зберегли прописку у Прем'єр-лізі, причому один з них, «Сандерленд», протягом усього сезону вів боротьбу не за виживання, а за місце у єврокубковій зоні турнірної таблиці, і врешті-решт фінішував сьомим.
Крім «Вотфорда» командами, що за результатами сезону були змушені залишити Прем'єр-лігу, стали «Вімблдон», який до цього 14 років поспіль змагався у найвищій англійській лізі, та «Шеффілд Венсдей», який на той момент провів серед еліти англійського футболу 15 зі своїх останніх 16 сезонів. Остання команда, очолювана Денні Вілсоном, стала ще й «співавтором» найбільш впевненої перемоги сезону, залишивши без відповіді вісім м'ячів, пропущених від «Ньюкасл Юнайтед» сера Боббі Робсона.
В сезоні 1999–2000 своєрідним досягненням відзначився «Ковентрі Сіті» — команді вдалося уникнути пониження в класі попри те, що в жодному з 19 гостьових матчів сезону їй не вдалося взяти гору над суперником. Фінішувати на пристойному 14-му місці команді допомогла впевнена гра на домашньому стадіоні — 12 перемог з 19 можливих.

## Команди-учасниці
У змаганнях Прем'єр-ліги сезону 1999—2000 взяли участь 20 команд, включаючи 17 команд-учасниць попереднього сезону та три команди, що підвищилися у класі з Чемпіонату Футбольної ліги.

## Турнірна таблиця
| М  | Команда               | І  | В  | Н  | П  | МЗ | МП | РМ  | О  | Кваліфікація або пониження в класі                      |
| -- | --------------------- | -- | -- | -- | -- | -- | -- | --- | -- | ------------------------------------------------------- |
| 1  | «Манчестер Юнайтед» Ч | 38 | 28 | 7  | 3  | 97 | 45 | +52 | 91 | Груповий раунд Ліги чемпіонів УЄФА 2000–2001            |
| 2  | «Арсенал»             | 38 | 22 | 7  | 9  | 73 | 43 | +30 | 73 | Груповий раунд Ліги чемпіонів УЄФА 2000–2001            |
| 3  | «Лідс Юнайтед»        | 38 | 21 | 6  | 11 | 58 | 43 | +15 | 69 | 3-й кваліфікаційний раунд Ліги чемпіонів УЄФА 2000–2001 |
| 4  | «Ліверпуль»           | 38 | 19 | 10 | 9  | 51 | 30 | +21 | 67 | 1-й раунд Кубка УЄФА 2000–2001 1                        |
| 5  | «Челсі»               | 38 | 18 | 11 | 9  | 53 | 34 | +19 | 65 | 1-й раунд Кубка УЄФА 2000–2001 1                        |
| 6  | «Астон Вілла»         | 38 | 15 | 13 | 10 | 46 | 35 | +11 | 58 | 3-й раунд Кубка Інтертото 2000                          |
| 7  | «Сандерленд»          | 38 | 16 | 10 | 12 | 57 | 56 | +1  | 58 |                                                         |
| 8  | «Лестер Сіті»         | 38 | 16 | 7  | 15 | 55 | 55 | 0   | 55 | 1-й раунд Кубка УЄФА 2000–2001 2                        |
| 9  | «Вест Гем Юнайтед»    | 38 | 15 | 10 | 13 | 52 | 53 | −1  | 55 |                                                         |
| 10 | «Тоттенгем Готспур»   | 38 | 15 | 8  | 15 | 57 | 49 | +8  | 53 |                                                         |
| 11 | «Ньюкасл Юнайтед»     | 38 | 14 | 10 | 14 | 63 | 54 | +9  | 52 |                                                         |
| 12 | «Мідлсбро»            | 38 | 14 | 10 | 14 | 46 | 52 | −6  | 52 |                                                         |
| 13 | «Евертон»             | 38 | 12 | 14 | 12 | 59 | 49 | +10 | 50 |                                                         |
| 14 | «Ковентрі Сіті»       | 38 | 12 | 8  | 18 | 47 | 54 | −7  | 44 |                                                         |
| 15 | «Саутгемптон»         | 38 | 12 | 8  | 18 | 45 | 62 | −17 | 44 |                                                         |
| 16 | «Дербі Каунті»        | 38 | 9  | 11 | 18 | 44 | 57 | −13 | 38 |                                                         |
| 17 | «Бредфорд Сіті»       | 38 | 9  | 9  | 20 | 38 | 68 | −30 | 36 | 2-й раунд Кубка Інтертото 2000                          |
| 18 | «Вімблдон» Пн         | 38 | 7  | 12 | 19 | 46 | 74 | −28 | 33 | Пониження до Футбольної ліги                            |
| 19 | «Шеффілд Венсдей» Пн  | 38 | 8  | 7  | 23 | 38 | 70 | −32 | 31 | Пониження до Футбольної ліги                            |
| 20 | «Вотфорд» Пн          | 38 | 6  | 6  | 26 | 35 | 77 | −42 | 24 | Пониження до Футбольної ліги                            |

Джерела: RSSSF
Правила класифікації: 
1) очок; 2) різниця м'ячів; 3) кіл-ть забитих м'ячів.
1 «Челсі» кваліфікувався до Кубка УЄФА як володар Кубка Англії
2 «Лестер Сіті» кваліфікувався до Кубка УЄФА як володар Кубка англійської ліги
(Ч) = Чемпіон; (Пн)/(В) = Понижено в класі/Вибув; (Пв) = Підвищення в класі; (ПП) = Переможець плей-оф; (Н) = Перехід до наступного раунду. 
Застосовується тільки коли сезон ще не закінчений: 
(К) = Кваліфікований до раунду турніру; (КН) = Кваліфікований до турніру, але не до конкретного раунду; (Д) = Дискваліфікований з турніру.

## Результати
| Вдома \ В гостях1 | АРС | АСТ | БРС | ЧЕЛ | КОВ | ДЕР | ЕВЕ | ЛІД | ЛЕС | ЛІВ | МЮ  | МІД | НЬЮ | ШВД | САУ | САН | ТОТ | ВОТ | ВГЮ | ВІМ |
| Арсенал           |     | 3–1 | 2–0 | 2–1 | 3–0 | 2–1 | 4–1 | 2–0 | 2–1 | 0–1 | 1–2 | 5–1 | 0–0 | 3–3 | 3–1 | 4–1 | 2–1 | 1–0 | 2–1 | 1–1 |
| Астон Вілла       | 1–1 |     | 1–0 | 0–0 | 1–0 | 2–0 | 3–0 | 1–0 | 2–2 | 0–0 | 0–1 | 1–0 | 0–1 | 2–1 | 0–1 | 1–1 | 1–1 | 4–0 | 2–2 | 1–1 |
| Бредфорд Сіті     | 2–1 | 1–1 |     | 1–1 | 1–1 | 4–4 | 0–0 | 1–2 | 3–1 | 1–0 | 0–4 | 1–1 | 2–0 | 1–1 | 1–2 | 0–4 | 1–1 | 3–2 | 0–3 | 3–0 |
| Челсі             | 2–3 | 1–0 | 1–0 |     | 2–1 | 4–0 | 1–1 | 0–2 | 1–1 | 2–0 | 5–0 | 1–1 | 1–0 | 3–0 | 1–1 | 4–0 | 1–0 | 2–1 | 0–0 | 3–1 |
| Ковентрі Сіті     | 3–2 | 2–1 | 4–0 | 2–2 |     | 2–0 | 1–0 | 3–4 | 0–1 | 0–3 | 1–2 | 2–1 | 4–1 | 4–1 | 0–1 | 3–2 | 0–1 | 4–0 | 1–0 | 2–0 |
| Дербі Каунті      | 1–2 | 0–2 | 0–1 | 3–1 | 0–0 |     | 1–0 | 0–1 | 3–0 | 0–2 | 1–2 | 1–3 | 0–0 | 3–3 | 2–0 | 0–5 | 0–1 | 2–0 | 1–2 | 4–0 |
| Евертон           | 0–1 | 0–0 | 4–0 | 1–1 | 1–1 | 2–1 |     | 4–4 | 2–2 | 0–0 | 1–1 | 0–2 | 0–2 | 1–1 | 4–1 | 5–0 | 2–2 | 4–2 | 1–0 | 4–0 |
| Лідс Юнайтед      | 0–4 | 1–2 | 2–1 | 0–1 | 3–0 | 0–0 | 1–1 |     | 2–1 | 1–2 | 0–1 | 2–0 | 3–2 | 2–0 | 1–0 | 2–1 | 1–0 | 3–1 | 1–0 | 4–1 |
| Лестер Сіті       | 0–3 | 3–1 | 3–0 | 2–2 | 1–0 | 0–1 | 1–1 | 2–1 |     | 2–2 | 0–2 | 2–1 | 1–2 | 3–0 | 2–1 | 5–2 | 0–1 | 1–0 | 1–3 | 2–1 |
| Ліверпуль         | 2–0 | 0–0 | 3–1 | 1–0 | 2–0 | 2–0 | 0–1 | 3–1 | 0–2 |     | 2–3 | 0–0 | 2–1 | 4–1 | 0–0 | 1–1 | 2–0 | 0–1 | 1–0 | 3–1 |
| Манчестер Юнайтед | 1–1 | 3–0 | 4–0 | 3–2 | 3–2 | 3–1 | 5–1 | 2–0 | 2–0 | 1–1 |     | 1–0 | 5–1 | 4–0 | 3–3 | 3–0 | 3–1 | 4–1 | 7–1 | 1–1 |
| Мідлсбро          | 2–1 | 0–4 | 0–1 | 0–1 | 2–0 | 1–4 | 2–1 | 0–0 | 0–3 | 1–0 | 3–4 |     | 2–2 | 1–0 | 3–2 | 1–1 | 2–1 | 1–1 | 2–0 | 0–0 |
| Ньюкасл Юнайтед   | 4–2 | 0–1 | 2–0 | 0–1 | 2–0 | 2–0 | 1–1 | 2–2 | 0–2 | 2–2 | 3–0 | 2–1 |     | 8–0 | 5–0 | 1–2 | 2–1 | 1–0 | 2–2 | 3–3 |
| Шеффілд Венсдей   | 1–1 | 0–1 | 2–0 | 1–0 | 0–0 | 0–2 | 0–2 | 0–3 | 4–0 | 1–2 | 0–1 | 1–0 | 0–2 |     | 0–1 | 0–2 | 1–2 | 2–2 | 3–1 | 5–1 |
| Саутгемптон       | 0–1 | 2–0 | 1–0 | 1–2 | 0–0 | 3–3 | 2–0 | 0–3 | 1–2 | 1–1 | 1–3 | 1–1 | 4–2 | 2–0 |     | 1–2 | 0–1 | 2–0 | 2–1 | 2–0 |
| Сандерленд        | 0–0 | 2–1 | 0–1 | 4–1 | 1–1 | 1–1 | 2–1 | 1–2 | 2–0 | 0–2 | 2–2 | 1–1 | 2–2 | 1–0 | 2–0 |     | 2–1 | 2–0 | 1–0 | 2–1 |
| Тоттенгем Готспур | 2–1 | 2–4 | 1–1 | 0–1 | 3–2 | 1–1 | 3–2 | 1–2 | 2–3 | 1–0 | 3–1 | 2–3 | 3–1 | 0–1 | 7–2 | 3–1 |     | 4–0 | 0–0 | 2–0 |
| Вотфорд           | 2–3 | 0–1 | 1–0 | 1–0 | 1–0 | 0–0 | 1–3 | 1–2 | 1–1 | 2–3 | 2–3 | 1–3 | 1–1 | 1–0 | 3–2 | 2–3 | 1–1 |     | 1–2 | 2–3 |
| Вест Гем Юнайтед  | 2–1 | 1–1 | 5–4 | 0–0 | 5–0 | 1–1 | 0–4 | 0–0 | 2–1 | 1–0 | 2–4 | 0–1 | 2–1 | 4–3 | 2–0 | 1–1 | 1–0 | 1–0 |     | 2–1 |
| Вімблдон          | 1–3 | 2–2 | 3–2 | 0–1 | 1–1 | 2–2 | 0–3 | 2–0 | 2–1 | 1–2 | 2–2 | 2–3 | 2–0 | 0–2 | 1–1 | 1–0 | 1–1 | 5–0 | 2–2 |     |

Джерело: RSSSF
1Команда-господар записана у лівому стовпчику.
Кольори: Голубий = господар переміг; Жовтий = нічия; Червоний = гості перемогли.

## Статистика

### Бомбардири
| Місце | Гравець         | Клуб                | Голів |
| ----- | --------------- | ------------------- | ----- |
| 1     | Кевін Філліпс   | «Сандерленд»        | 30    |
| 2     | Алан Ширер      | «Ньюкасл Юнайтед»   | 23    |
| 3     | Двайт Йорк      | «Манчестер Юнайтед» | 20    |
| 4     | Майкл Бріджес   | «Лідс Юнайтед»      | 19    |
| 4     | Енді Коул       | «Манчестер Юнайтед» | 19    |
| 6     | Тьєррі Анрі     | «Арсенал»           | 17    |
| 7     | Паоло Ді Каніо  | «Вест Гем Юнайтед»  | 16    |
| 8     | Кріс Армстронг  | «Тоттенгем Готспур» | 14    |
| 8     | Стеффен Іверсен | «Тоттенгем Готспур» | 14    |
| 8     | Ніелл Куїнн     | «Сандерленд»        | 14    |

## Щомісячні нагороди
| Місяць   | Тренер                               | Гравець                          |
| -------- | ------------------------------------ | -------------------------------- |
| серпень  | Алекс Фергюсон («Манчестер Юнайтед») | Роббі Кін («Ковентрі Сіті»)      |
| вересень | Волтер Сміт («Евертон»)              | Муззі Іззет («Лестер Сіті»)      |
| жовтень  | Пітер Рід («Сандерленд»)             | Кевін Філліпс («Сандерленд»)     |
| листопад | Мартін О'Ніл («Лестер Сіті»)         | Самі Гююпя («Ліверпуль»)         |
| грудень  | Жерар Ульє («Ліверпуль»)             | Рой Кін («Манчестер Юнайтед»)    |
| січень   | Денні Вілсон («Шеффілд Венсдей»)     | Гарет Саутгейт («Астон Вілла»)   |
| лютий    | Боббі Робсон («Ньюкасл Юнайтед»)     | Пол Мерсон («Астон Вілла»)       |
| березень | Алекс Фергюсон («Манчестер Юнайтед») | Двайт Йорк («Манчестер Юнайтед») |
| квітень  | Алекс Фергюсон («Манчестер Юнайтед») | Тьєррі Анрі («Арсенал»)          |